# ورم ليفي جلدي حميد
الورم الليفي الجلدي، أو ورم النوسجات الليفي الحميد ، هو نمو جلدي حميد. 

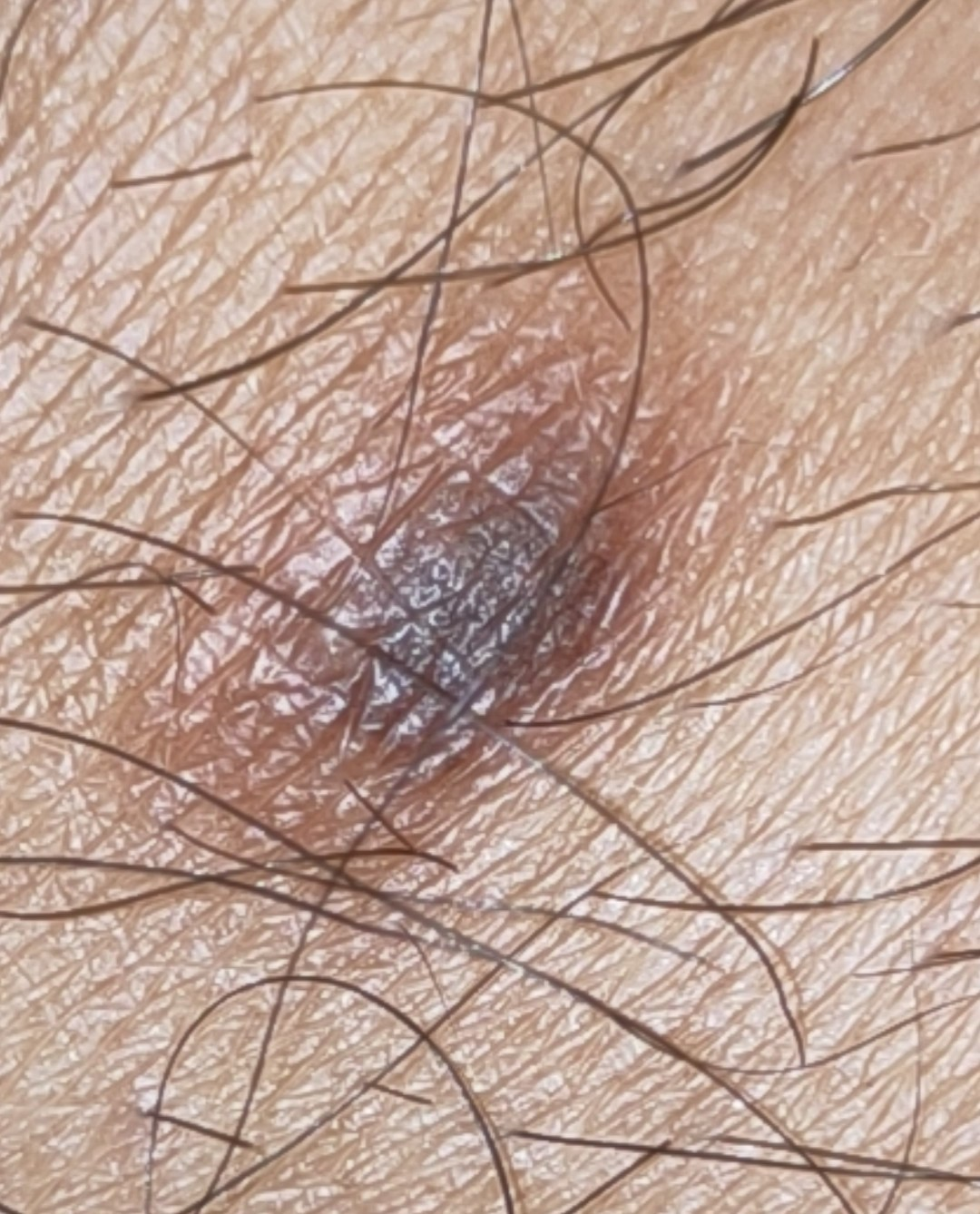

## العلامات والأعراض
الأورام الليفية الجلدية  عبارة عن حطاطات منفردة صلبة بطيئة النمو (نتوءات مستديرة) قد تظهر بألوان مختلفة ، وعادة ما تكون بنية إلى سمراء ؛ غالبًا ما تكون مرتفعة أو مائلة . يرتبط الورم الليفي الجلدي بعلامة الدمل . عن طريق الضغط الجانبي ، هناك انخفاض مركزي في الورم الليفي الجلدي. على الرغم من أن الأورام الجلدية الليفية النموذجية تسبب القليل من الانزعاج أو لا تسبب أي إزعاج ، يمكن أن تحدث الحكة والألم. يمكن العثور على الأورام الجلدية الليفية في أي مكان من الجسم ، ولكن غالبًا ما توجد على الساقين والذراعين.  تحدث في أغلب الأحيان عند النساء ؛ نسبة الذكور إلى الإناث حوالي 1: 4.  الفئة العمرية الأكثر شيوعًا هي 20 إلى 45 عامًا.
يعتقد بعض الأطباء والباحثين أن الأورام الجلدية الليفية تتشكل كرد فعل لإصابات سابقة مثل لدغات الحشرات أو وخز الأشواك.  و هي تتكون من ألياف الكولاجين الغير طبيعية و التي تشكلها الخلايا الليفية . تُصنف الأورام الجلدية الليفية على أنها آفات جلدية حميدة ، مما يعني أنها غير ضارة تمامًا ، على الرغم من إمكانية الخلط بينها وبين مجموعة متنوعة من الأورام تحت الجلد.  قد يكون من الصعب تمييز الأورام الليفية الجلدية العميقة الاختراق ، حتى من الناحية النسيجية ، عن أورام الخلايا الليفية الجلدية الخبيثة النادرة مثل الساركوما الليفية الجلدية الحدبية . 
عادةً ما تحتوي الأورام الليفية الجلدية الحميدة على علامة العروة ، أو نقرة مركزية في المركز. 

## التشخيص

### التلوين الكيميائي النسيجي المناعي
| ورم                               | CD34 | سترومليسين 3 | العامل XIIIa |
| --------------------------------- | ---- | ------------ | ------------ |
| ورم ليفي جلدي حميد                | -    | +            | +            |
| الساركوما الليفية الجلدية الحدبية | +    | -            | -            |

## التشخيص التفريقي
عادة ما يكون التشخيص النسيجي للورم الليفي الجلدي التقليدي سهلًا على الشخص الخبير. يصعب أحيانًا التمييز بين الساركوما الليفية الجلدية الحدبية النادرة جدًا.

## العلاج
من الناحية الطبية ، لا يوجد استطباب للعلاج إلا بناءً على طلب المريض ، على سبيل المثال لأسباب تجميلية. علاج الورم الليفي الجلدي هو الاستئصال الجراحي. بعد الاستئصال الموضعي ، يتوقع عودة التشكل بنسبة خمسة بالمائة.